# 杜建功
杜建功（1961年6月—），男，汉族，河南浚县人，中华人民共和国政治人物，现任西藏自治区教育厅党组书记、副厅长，西藏自治区政协副主席。